# عفنة أسامية
عفنة أسامية (الاسم العلمي:Mucor assamensis) هي نوع من الفطريات تتبع جنس العفنة من الفصيلة العفنية.